# FlixTrain

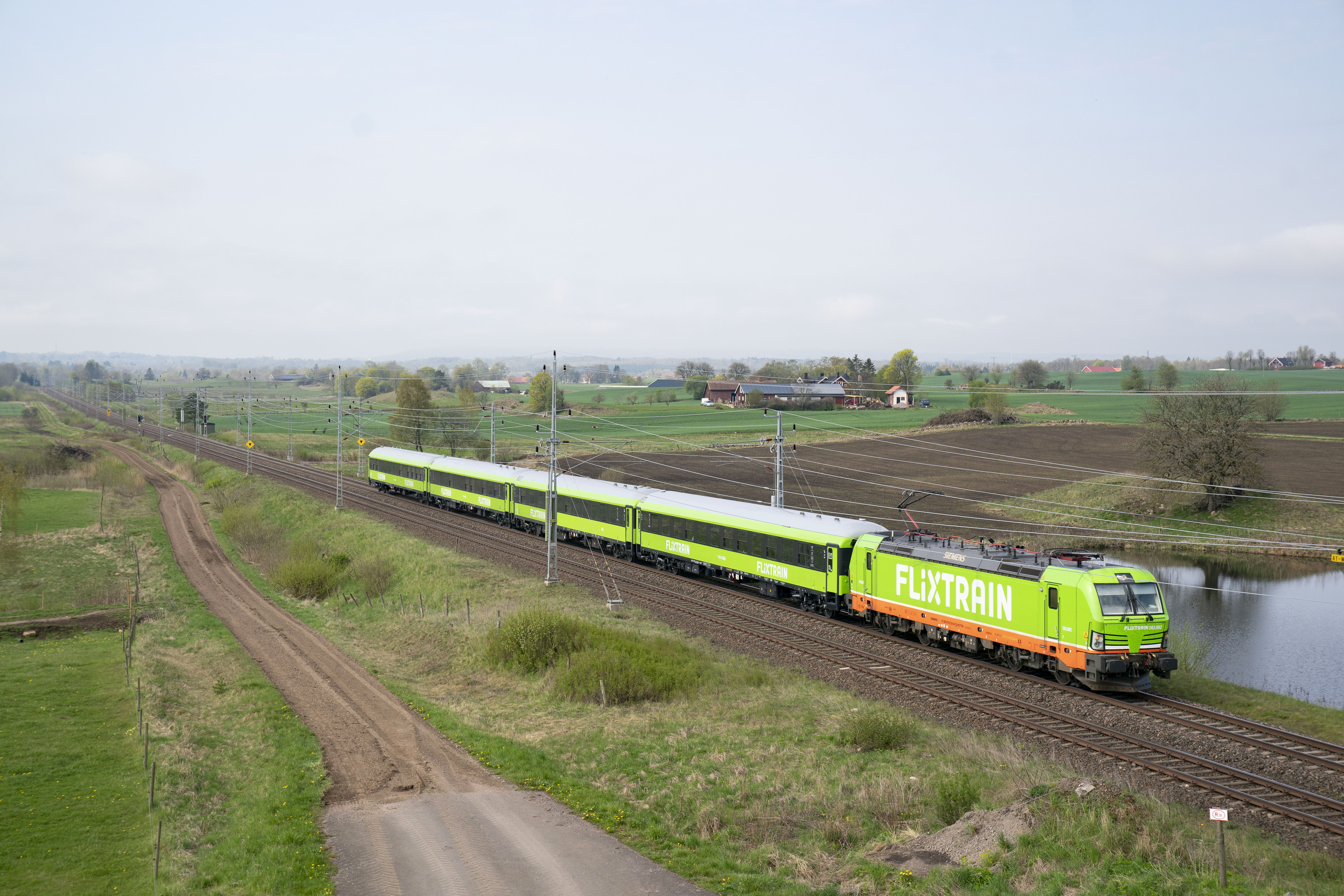
Flixtrain Stockholm-Göteborg

A Flixtrain GmbH a Flixmobility tulajdonában lévő német vasúti közlekedési vállalat. 2017 óta kínál távolsági vasúti személyszállítási szolgáltatásokat Németország egész területén, és a Deutsche Bahn egyetlen versenytársa. A FlixTrain szolgáltatásai az agglomerációk közötti szállításra összpontosítanak, és így kiegészítik a FlixBus távolsági buszhálózatát, amely szintén a FlixMobility része. A németországi szolgáltatások mellett a vállalat 2021 májusában elindította első vonatjáratát Svédországban.

## Története
2017 augusztusában a Flixtrain, a Flixmobility két hónappal korábban alapított százszázalékos tulajdonú leányvállalata, megkapta a vasúti közlekedési vállalat engedélyét. 2017 májusában a Locomore és 2017 őszén a Hamburg-Köln-Express megszűnését követően a Flixtrain mindkét társasággal együttműködést kezdett a szolgáltatások folytatására. 2018 áprilisában mindkét útvonal (Stuttgart-Berlin, korábban Locomore; Hamburg-Köln, korábban Hamburg-Köln-Express) a Flixtrain márkanév alatt folytatódott. A Flixmobility anyavállalat a Flixtrain márkanév alatt a távolsági buszjáratokhoz hasonlóan a marketingért és az árkezelésért felel. A vállalat 2018-ban mintegy 750 000 jegyet értékesített. Az átlagos kihasználtság 70%-os volt. 2019. május 23-án indult a Berlin és Köln közötti járat, kezdetben csak egy vonatpár közlekedett, de az év folyamán bővítették a szolgáltatást. Rövid ideig a Flixmobility jegyeket kínált egy éjszakai vonatra alvó-, fekvő- és ülőhelyes kocsikkal Lörrachból Freiburgon és Hannoveren keresztül Hamburgba.
A németországi COVID-19 világjárvány miatt a vállalat 2020. március 19-től ideiglenesen leállította működését.
2020. július végén a Flixtrain részben újraindította a szolgáltatást, új, teljesen felújított vonatokkal, amelyek mindegyike új ülésekkel, korszerűsített mosdókkal, az üléseken belüli konnektorokkal, Wi-Fi-vel és fedélzeti szórakoztató rendszerrel van felszerelve. 2020-ban kezdetben az FLX 20 (Hamburg-Köln) és az FLX 30 (Berlin-Köln) útvonalakat indították újra. Az FLX 20-at a Nemzetközi Vasúti Egyesület (IGE) üzemelteti, az FLX 30-at azóta az SVG üzemelteti.
2020. november 3-án a járatokat a világjárvány miatt ismét felfüggesztették, és várhatóan 2021 folyamán újraindulnak. 2021. március 17-én a FlixTrain bejelentette, hogy a Berlin-Stuttgart, Hamburg-Köln és Köln-Berlin útvonalakra a nyártól ismét lehet jegyet foglalni.
A Flixtrain 2021 májusa óta Svédországban is működik. 2021 májusától/júniusától a COVID-járvány miatt megszüntetett valamennyi vonal, valamint három új vonal is elindul a vállalat tervei szerint.

## Járatok

### Németország
| Járat   | Útvonal | Gyakoriság              | Megrendelő           | Indulás          |
| ------- | --- | ----------------------- | -------------------- | ---------------- |
| FLX 10  | Stuttgart – Heidelberg – Frankfurt (Main) Süd – Fulda – Erfurt – Halle – Berlin                                                                                                   | 1–2 vonatpár naponta    | Netzwerkbahn Sachsen | 2021. május 27.  |
| FLX 20  | Hamburg – Hamburg-Harburg – Bremen – Osnabrück – Münster – Gelsenkirchen – Essen – Duisburg – Düsseldorf – Köln                                                                   | 2–3 vonatpár naponta    | IGE                  | 2021. május 20.  |
| FLX 25  | München – München-Pasing – Augsburg – Würzburg – Aschaffenburg – Hanau – Frankfurt Süd – Frankfurt                                                                                | 1 vonatpár naponta      | IGE                  | 2021. június 18. |
| FLX 30  | (Aachen –) Köln – Düsseldorf – Duisburg – Essen – Dortmund – Hamm – (Gütersloh –) Bielefeld – Hannover – (Stendal –) Berlin-Spandau – Berlin – Berlin Südkreuz                    | 1–2 vonatpár naponta    | SVG                  | 2021. május 20.  |
| FLX 35  | Hamburg – Berlin-Spandau – Berlin – Berlin Südkreuz (– Leipzig) | 3–4(1) vonatpár naponta | IGE                  | 2021. május 27.  |
| FLXN 35 | Hamburg – Berlin-Spandau – Berlin – Berlin Südkreuz – Leipzig – Naumburg (Saale) – Jena Paradies – Saalfeld – Bamberg – Erlangen – Nürnberg – Augsburg – München-Pasing – München | 1 vonatpár naponta      | IGE                  | 2021. június 17. |